# Eletrificação

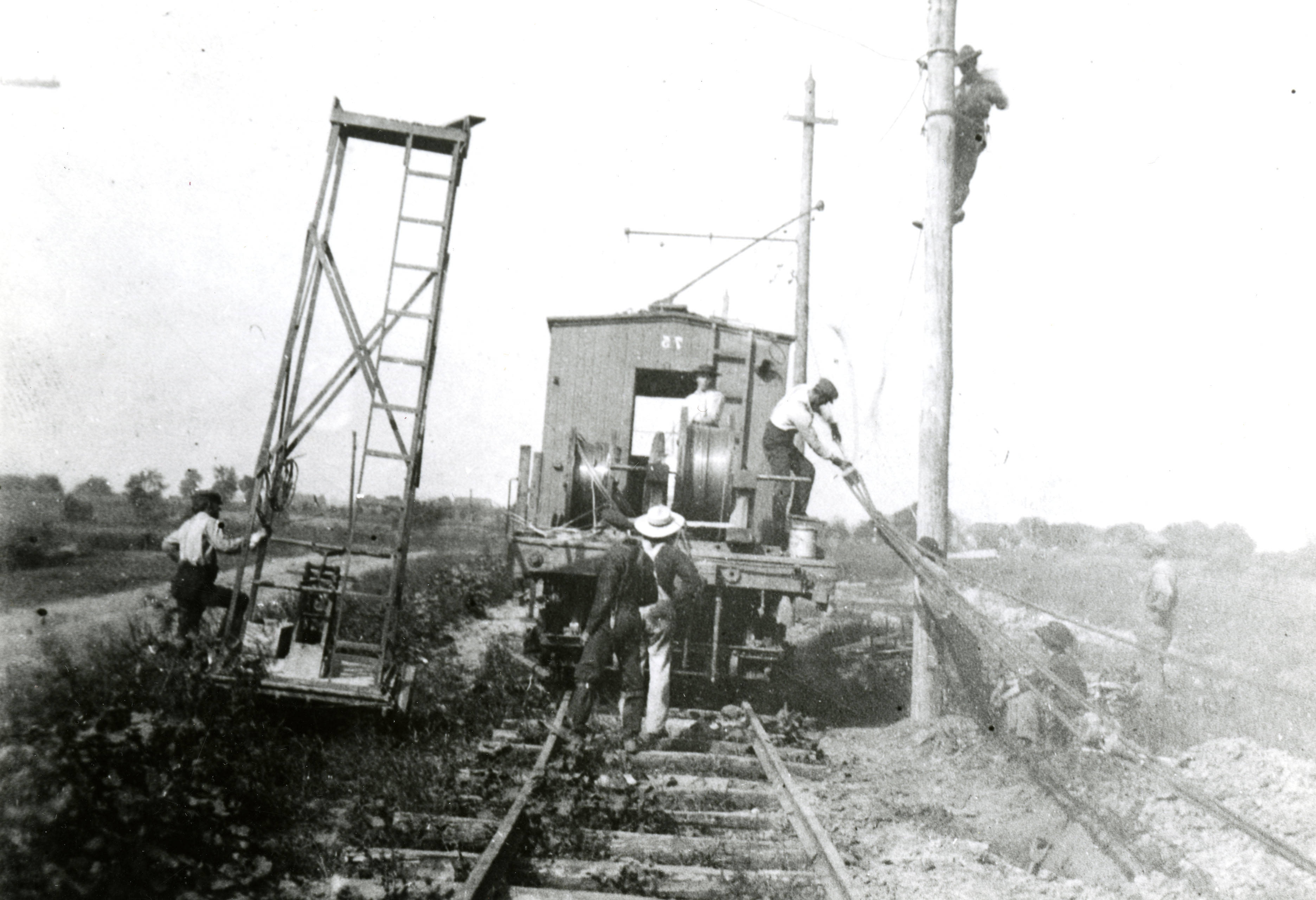
Trabalhadores instalando postes de eletricidade

A eletrificação refere-se a provisão de infra-estrutura para o fornecimento de eletricidade. Começou no final do século XIX e, globalmente, ainda não está concluída. O termo também pode se referir ao fenômeno de eletrificação por atrito que é quando dois corpos eletrizados entram em contato. Eletrificação pode ainda se referir ao toque de uma pessoa em um objeto energizado, o que pode causar um choque, sendo algumas vezes letal.